# Dominic Calvert-Lewin
Dominic Nathaniel Calvert-Lewin, född 16 mars 1997, är en engelsk fotbollsspelare som spelar för Premier League-klubben Everton.

## Klubbkarriär

### Sheffield United
Calvert-Lewin kom till Sheffield Uniteds ungdomsakademi den 28 april 2005. Den 24 december 2014 lånades Calvert-Lewin ut till Conference North-klubben Stalybridge Celtic. Två dagar senare debuterade han och gjorde två mål i en 4–2-vinst över Hyde United. Efter att ha gjort sex mål på fem matcher återvände Calvert-Lewin i början av februari 2015 till Sheffield United.
I april 2015 förlängde han sitt kontrakt med Sheffield United fram till sommaren 2018. Calvert-Lewin debuterade i League One den 25 april 2015 i en 1–1-match mot Leyton Orient, där han blev inbytt i den 66:e minuten mot Che Adams. Den 7 augusti 2015 lånades Calvert-Lewin ut till League Two-klubben Northampton Town på ett låneavtal fram till januari 2016. Han debuterade och gjorde mål fyra dagar senare i en 3–0-vinst över Blackpool i den första omgången av Ligacupen.

### Everton
Den 31 augusti 2016 värvades Calvert-Lewin av Everton. Calvert-Lewin debuterade i Premier League den 13 december 2016 i en 2–1-vinst över Arsenal, där han blev inbytt i den 79:e minuten mot Enner Valencia. Den 3 maj 2017 förlängde han sitt kontrakt i Everton med fem år. Den 14 december 2017 förlängde han återigen sitt kontrakt i klubben, denna gång fram till juni 2023. Den 6 mars 2020 förlängde han sitt kontrakt ännu en gång, denna gång fram till 2025.